# Plantago uliginosa
Plantago uliginosa är en grobladsväxtart. Plantago uliginosa ingår i släktet kämpar, och familjen grobladsväxter.

## Underarter
Arten delas in i följande underarter:
- P. u. mandakii
- P. u. uliginosa
- P. u. winteri

## Bildgalleri

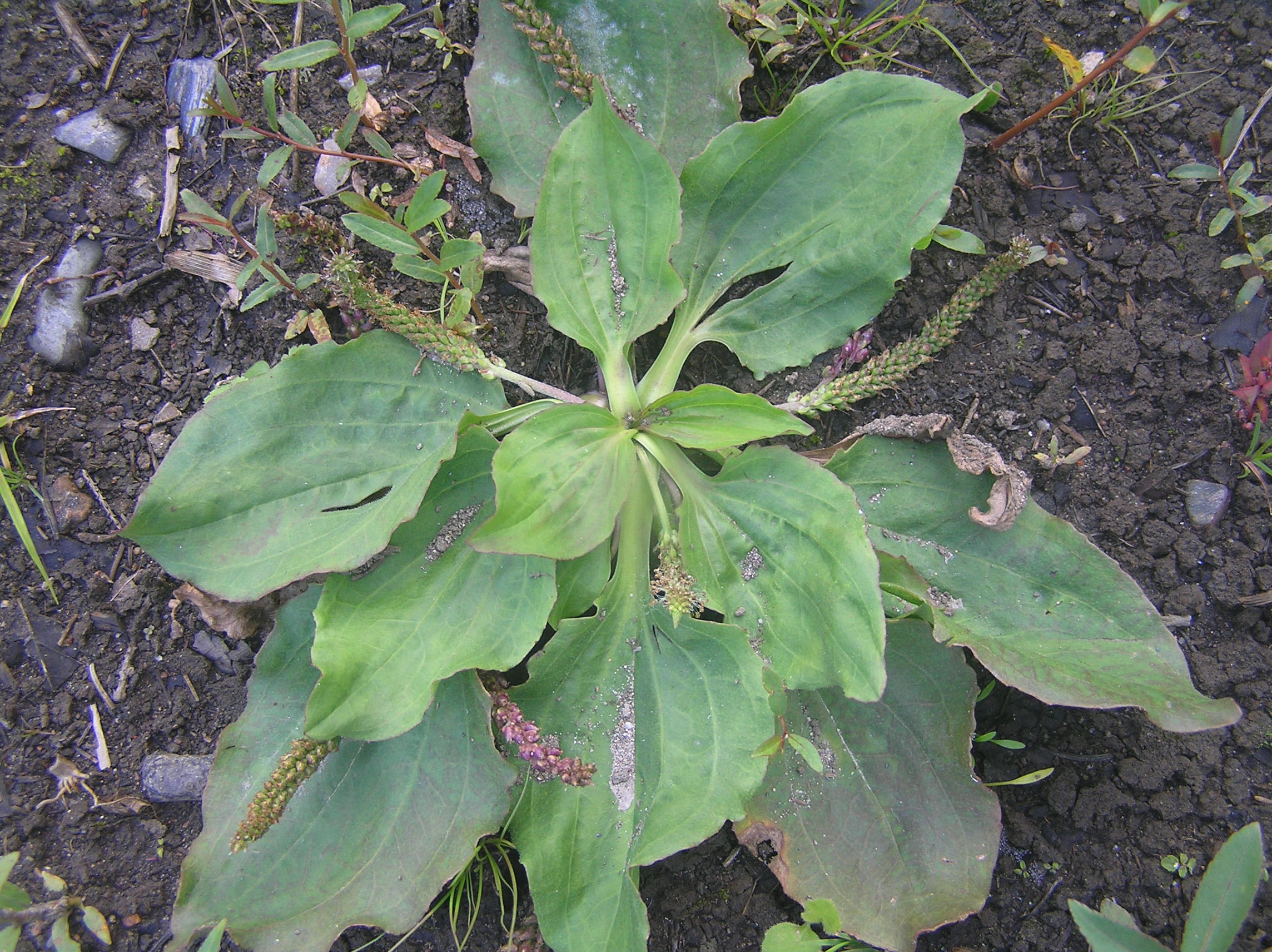